# Distretto di San Juan (Ayacucho)
Il distretto di San Juan è uno dei ventuno distretti della provincia di Lucanas, in Perù. Si trova nella regione di Ayacucho e si estende su una superficie di 44,59 chilometri quadrati.

Istituito il 29 agosto 1921, ha per capitale la città di San Juan; nel censimento del 2005 contava 646 abitanti.